# Gary Dilley
Gary J. Dilley (Washington, 15 gennaio 1945) è un ex nuotatore statunitense.

## Carriera
Specializzato nel dorso, giunse secondo nella gara dei 200m alle Olimpiadi di Tokyo 1964, alle spalle del connazionale Jed Graef.

## Palmarès
- Giochi olimpici estivi

Tokyo 1964: argento nei 200m dorso.
- Universiadi

Budapest 1965: oro nei 100m dorso e nella staffetta 4x100m misti.